# Хонздејл (Пенсилванија)
Хонздејл (енгл. Honesdale) град је у америчкој савезној држави Пенсилванија.

## Демографија
По попису из 2010. године број становника је 4.480, што је 394 (-8,1%) становника мање него 2000. године.
| Група             | 2000.         | 2010.         |
| Белци             | 4.680 (96,0%) | 4.248 (94,8%) |
| Афроамериканци    | 32 (0,7%)     | 40 (0,9%)     |
| Азијати           | 38 (0,8%)     | 16 (0,4%)     |
| Хиспаноамериканци | 92 (1,9%)     | 126 (2,8%)    |
| Укупно            | 4.874         | 4.480         |